# Усман Сембен
Усман Сембен (на френски: Ousmane Sembène), издаван в България като Сембен Усман, е сенегалски филмов режисьор , продуцент и автор. Често е наричан „бащата на африканското кино“.
Преди да стане писател, сменя много професии: рибар на река Казаманс, зидар в Дакар и др. През Втората световна война е мобилизиран във френската армия и воюва 4 години. След войната работи известно време като докер в Марсилия.
С литературна дейност започва да се занимава във Франция. Определен е от вестник „Лос Анджелис Таймс“ за един от най-великите писатели на Африка.
Снима първия си дългометражен филм La Noire de... през 1966 г. Това произведение традиционно е смятано за първия бележит африкански филм. С филма „Ксала“ получава световна известност през 1975 г.
Филмът му Moolaadé  (със сюжет, основан на жестокия ритуал на женското обрязване: 6 момиченца от малко селце в Буркина Фасо търсят защита чрез магията на „мулааде“) печели редица международни награди в периода 2004 – 2005 г., включително наградата за най-добър чуждестранен филм от National Society of Film Critics Award (САЩ).

## Издания на български език
- „Синът на Сенегал“ (роман) – изд. „НС на ОФ“, С., 1960
- „Чернокожата от...“ (разказ) – в сб. „Господарите на джунглите“, Библиотека за работника № 2, „Профиздат“, С., 1963
- „Любов на пясъчната улица“ (разкази) – Библиотека за работника № 26, „Профиздат“, С., 1966
- „Хала“ (роман) – „Народна култура“, С., 1981